# Золота медаль Пенроуза
Золота медаль Пенроуза була заснована в 1923 році, її присуджує Товариство економічних геологів (США) (SEG) як визнання «надзвичайно оригінальної роботи в галузі наук про Землю» упродовж усієї кар'єри.
Медаль названа на честь американського геолога і президента-засновника SEG Річард А. Ф. Пенроуза-молодшого. Під час пожертвування у фонд медалі Пенроуз був однозначним у своєму бажанні, щоб медаль присуджували за досягнення в чистій геологічній науці, а не за застосування науки до відкриття родовищ корисних копалин.